# Pruine
Pour l’article ayant un titre homophone, voir Pruines.

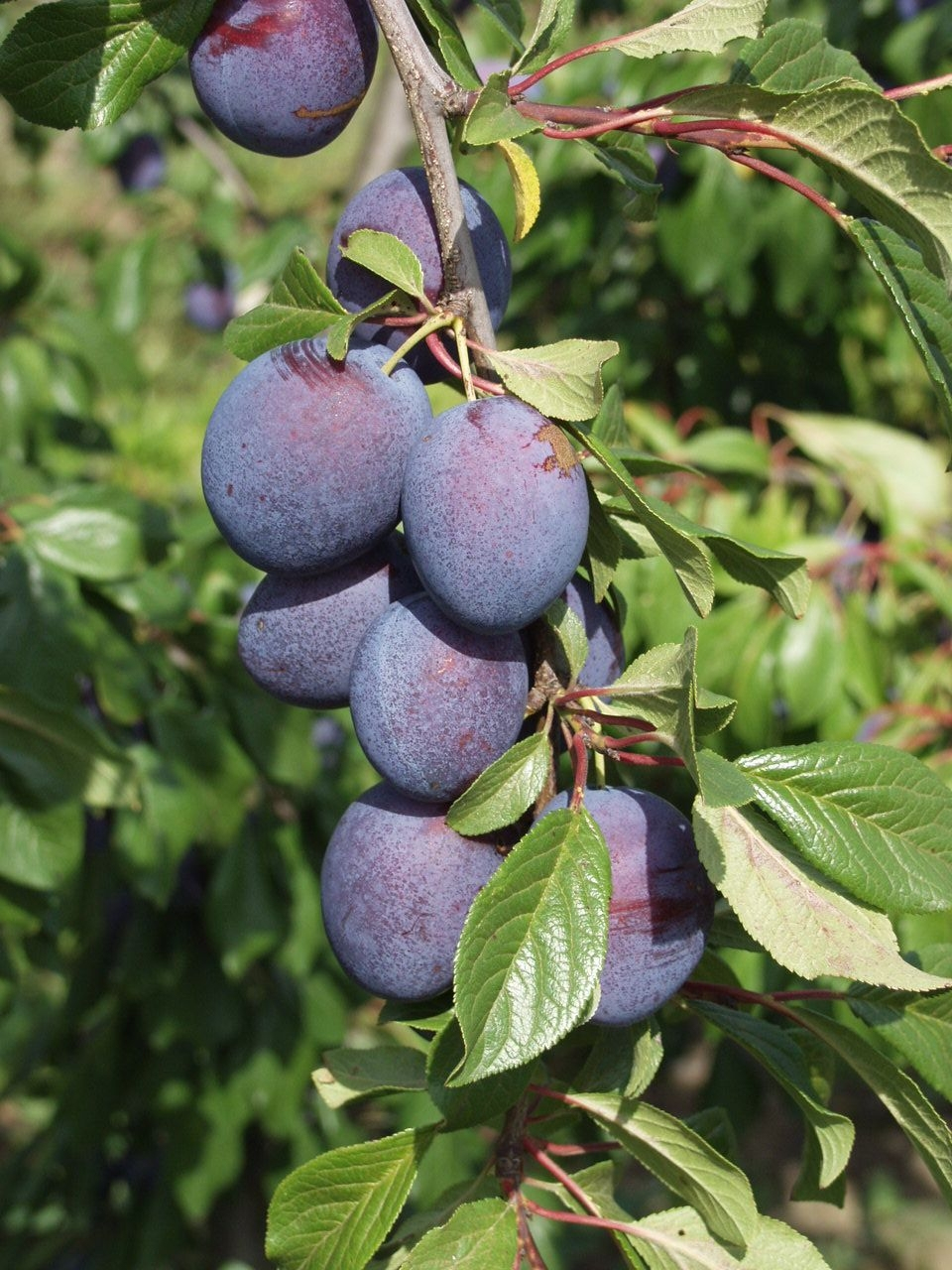
Les prunes sont un exemple de fruits pruineux, c'est-à-dire recouverts de pruine.

La pruine (du latin pruina, givre) est une couche cireuse et légèrement poudreuse qui recouvre la surface d'un organe, végétal ou animal. Celle-ci lui confère un aspect givré ou poussiéreux qui va jusqu'à cacher sa coloration naturelle sous-jacente, et peut être enlevée par simple frottement. On parle de pruinescence, de pruinosité et de quelque chose de pruineux.
Comme le sébum chez l'Homme, la pruine joue un rôle de protection contre les éléments extérieurs (parasites, lumière, humidité, etc.).

## Chez les plantes

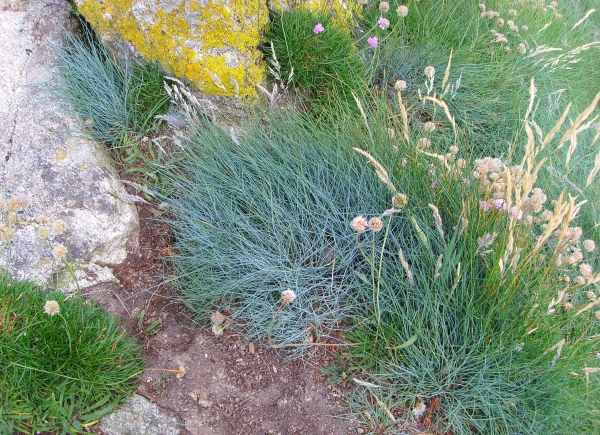
Sur les falaises maritimes, certaines touffes de la fétuque rouge se couvrent d’une pruine bleutée au printemps

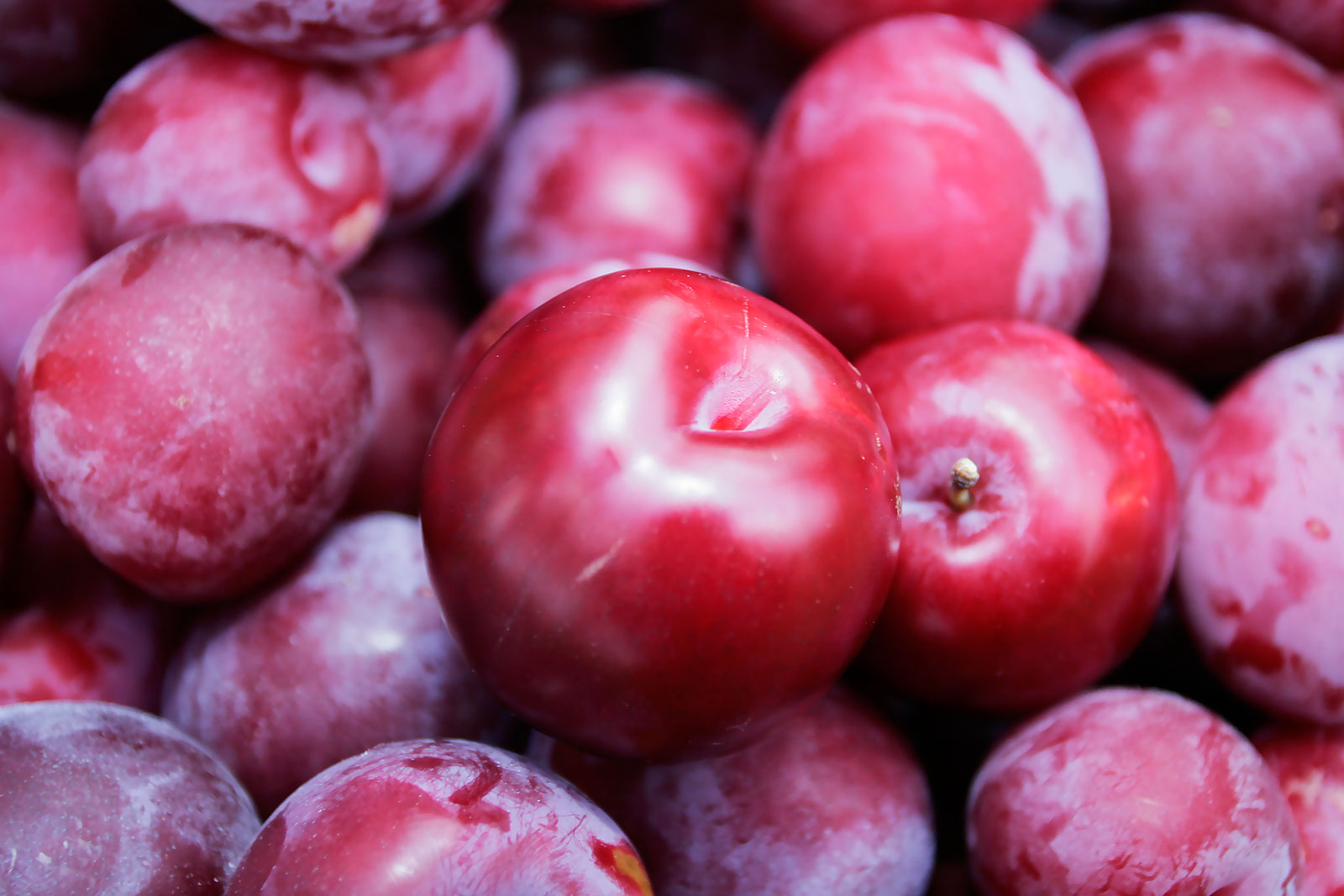
Pellicule fragile, la pruine des fruits disparaît rapidement dès qu’on les manipule

La présence d'une couche de pruine, ou pruinosité, s'observe notamment sur des fruits à maturité (raisins, mirabelles, prunes, etc.), sur l'appareil végétatif de certaines xérophytes (plantes succulentes, quelques graminées comme les fétuques rouges par exemple) et les jeunes chaumes de bambou.
La pruine glauque (couleur verte tirant sur le bleu) protège le végétal de la chaleur et des agressions extérieures (attaques de parasites). À un certain stade de maturation, elle empêche également l'évaporation ou, au contraire, protège de la pluie. 
La pruine, pellicule de nature lipidique, est un élément naturel produit par la plante et composé de fines structures de cire. La forme de celles-ci est caractéristique de l'espèce et peut être simple (bâton) à complexe (arbuscule, parasol, etc.). Les cires épicuticulaires constituent la pruine des fruits et sont responsables de ses reflets caractéristiques (effet de diffraction sur leur ponctuation cuticulaire).
La pruine présente sur le raisin est un gage de fraîcheur ; elle permet la vinification en absorbant quantité de levures et moisissures utiles à la fermentation.
Le relief des dépôts cireux crée des micro-turbulences au niveau de la surface qui accélèrent les échanges de chaleur de la plante avec son milieu.

## Chez les champignons

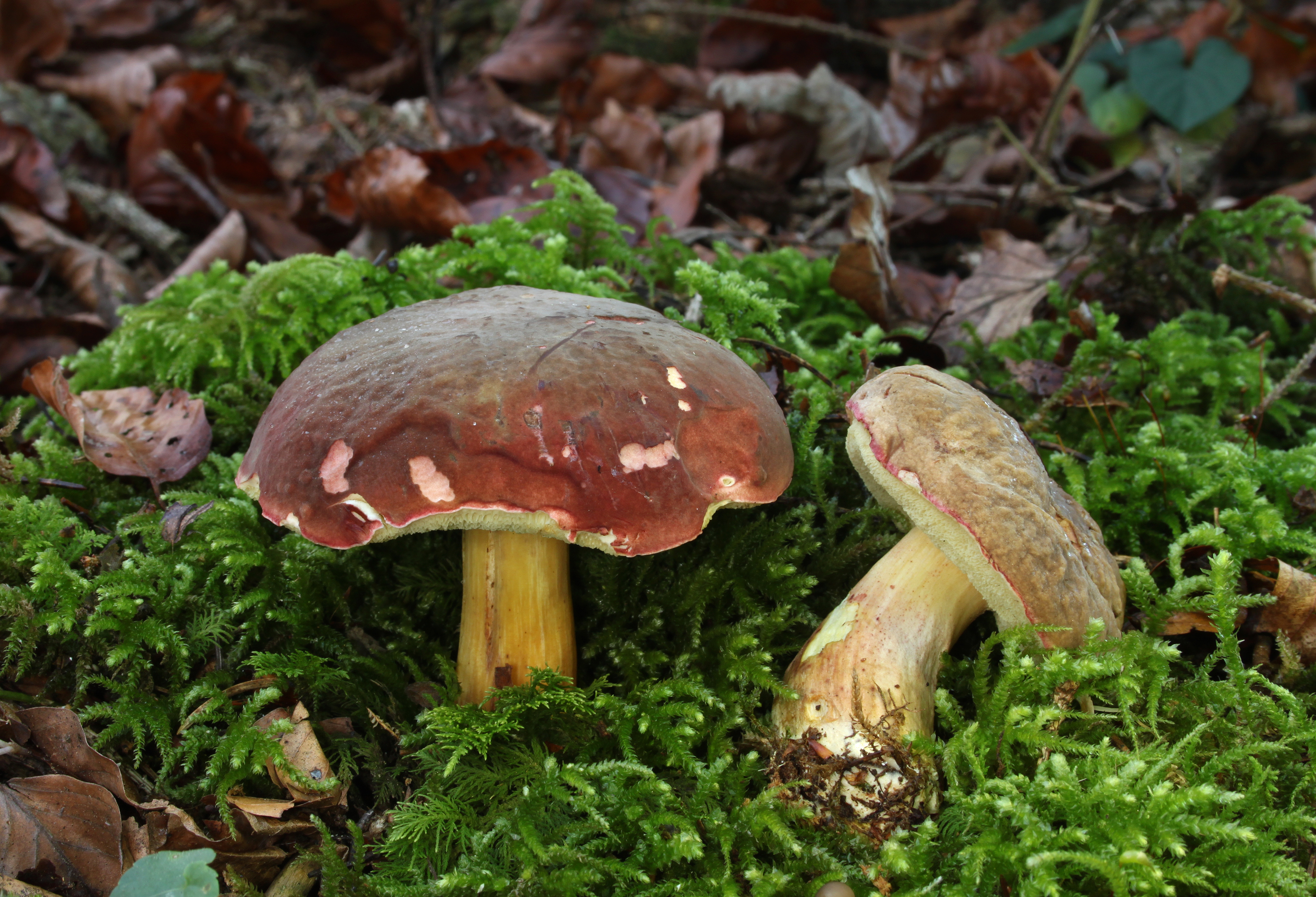
Boletus pruinatus

La cuticule de certains champignons basidiomycètes et ascomycètes est recouverte d'une couche de pruine. C'est le cas notamment chez Clitopilus prunulus jeune, Boletus pruinatus, Cantharellus subpruinosus, Conocybe tenera ou encore Disciotis venosa.
Certains lichens ou champignons lichénisés sont également recouverts d'une couche de pruine. Elle n'est pas constituée de cires mais de cristaux d'oxalate de calcium qui agissent comme défense contre les prédateurs.

## Chez les insectes
Dans le monde animal, la pruine ou pruinescence s'observe chez les insectes, en particulier chez de nombreuses espèces d'odonates, dont :
- les demoiselles de la famille des Lestidae,
- les Coenagrionidae, où elle se produit sur les ailes et le corps,
- les Libellulidae (plus souvent chez les mâles) ;

mais aussi chez la cicadelle pruineuse (Metcalfa pruinosa), et chez des pucerons, notamment dans le genre Dysaphis.
La pruine est généralement de couleur blanche à bleu pâle, mais peut aussi être grise, rose, violette ou rouge ; ces couleurs pouvant être produites par la dispersion de la lumière par « effet Tyndall ». Quand la pruinescence est pâle, l'animal peut refléter les rayons ultra-violets.
Chez Plathemis lydia et Pachydiplax longipennis, la pruinescence des mâles sur le dos de l'abdomen est un avertisseur de menace territoriale pour les autres mâles, tout en étant un indice de reconnaissance intra-spécifique. 
D'autres espèces d'odonates semblent utiliser la pruinescence pour reconnaître des membres de leur propre espèce ; une autre utilité pourrait être de refroidir le corps en réfléchissant les rayonnements.

### Sources
- (en) Cet article est partiellement ou en totalité issu de l’article de Wikipédia en anglais intitulé « Pruinescence » (voir la liste des auteurs).

- Cet article est partiellement ou en totalité issu de l'article intitulé « Pruinescence » (voir la liste des auteurs).